# Личфилд (Кентаки)
Личфилд (енгл. Leitchfield) град је у америчкој савезној држави Кентаки.

## Демографија
По попису из 2010. године број становника је 6.699, што је 560 (9,1%) становника више него 2000. године.
| Група             | 2000.         | 2010.         |
| Белци             | 5.888 (95,9%) | 6.259 (93,4%) |
| Афроамериканци    | 96 (1,6%)     | 207 (3,1%)    |
| Азијати           | 11 (0,2%)     | 51 (0,8%)     |
| Хиспаноамериканци | 59 (1,0%)     | 100 (1,5%)    |
| Укупно            | 6.139         | 6.699         |